# Palazzo Lanfranchi (Pisa)
Palazzo Lanfranchi si trova a Pisa sul Lungarno Galilei, angolo vicolo Da Scorno.
L'edificio prende il nome dall'omonima famiglia, che vi abitò fino al XIX secolo. Attualmente nel palazzo è allestito il Museo della Grafica.

## Storia e descrizione
L'immobile venne abitato fino al 1899 dai Lanfranchi che si estinsero nei Rasponi dalle Teste, che lo alienarono al Comune nel 1952. 
L'edificio attuale è frutto soprattutto della ristrutturazione avvenuta nel 1535-1539 di quattro nuclei edilizi di origine medievale (dal XIII secolo in poi). Il palazzo possiede ancora sul retro una torre medievale in pietra verrucana e laterizi.  
Il portale principale, affacciato verso l'Arno, si trova in posizione asimmetrica verso sinistra, ed è circondato da conci in pietra e sormontato da un terrazzo. Ai vari piani si dispongono eleganti finestre a distanze regolari con timpani triangolari o semicircolari al pian terreno e al primo piano, con cornici in pietra al secondo piano. Completano la decorazione due cornici marcapiano, i profili in pietra e lo stemma sopra al portale del balcone.
Tra le tracce degli edifici anteriori, restano le superfici di tre pilastri in verrucano al pian terreno, che dovevano sostenere gli archi sui quali venivano appoggiate le volte dei soffitti; sulla via dei Lanfranchi inoltre è visibile una parete non intonacata che rivela la presenza di strutture architettoniche medievali, quali archi ribassati, finestre tamponate e buche pontaie.
Il palazzo, dopo essere stato acquistato del Comune di Pisa nel 1952, ha subito un importante restauro dal 1979 al 1980 commissionato a Massimo Carmassi che ha permesso una ricostruzione delle varie fasi costruttive del palazzo.

## Museo della Grafica
Nelle sale del palazzo, per volontà del Comune di Pisa e dell'Università di Pisa, dal 2007 è allestito il Museo della Grafica, anche se il palazzo era già stato usato per alcune mostre temporanee.
Esso ospita le collezioni universitarie del Gabinetto Disegni e Stampe del Dipartimento di Storia delle Arti, collezione di grafica contemporanea iniziata nel 1958 da Carlo Ludovico Ragghianti.